# Valea Mare, Argeș
Valea Mare este un sat în comuna Priboieni din județul Argeș, Muntenia, România.
În localitate se află Casa Memorială a lui Liviu Rebreanu. 